# Constelação

A constelação Orion é uma das mais reconhecíveis no céu noturno.

Na astronomia científica contemporânea, uma constelação é uma área da esfera celeste conforme definida em convenção pela União Astronômica Internacional (UAI) em 1922, delimitadas uma das outras por arcos de ascensão reta e declinação. Essas áreas são agrupadas em torno de asterismos, padrões formados por estrelas importantes, aparentemente próximas umas das outras no céu noturno terrestre.
Na mesma convenção em que o conceito de constelação foi firmado, foram padronizadas também 88 constelações reconhecidas pela União Astronômica Internacional para fins astronômicos e científicos. A maioria delas inclui-se nas 48 constelações definidas no Almagesto de Ptolomeu no século II; as demais foram definidas nos séculos XVII e XVIII, com as mais recentes no céu meridional definidas no Coelum australe stelliferum, de Nicolas Louis de Lacaille, em 1763.
Existem também numerosas constelações e nomes de constelações que são históricos, populares e não reconhecidos pela UAI, bem como constelações reconhecidas em tradições regionais da astronomia ou astrologia, como a chinesa, a hindu ou a aborígine australiana; por questão de  organização, no entanto, nenhuma além das padronizadas em 1922 é levada em conta na astronomia aplicada contemporânea, sendo hoje categorizadas como pertinentes apenas a estudos históricos, antropológicos e relacionados.

## Etimologia
O termo do latim tardio constellātiō pode ser traduzido como "conjunto estelar". O termo foi inicialmente usado na astrologia, para asterismos que supostamente exerciam influência, atestados por Amiano Marcelino (século IV). No inglês médio, o termo foi usado a partir do século XIV, também na astrologia, para conjunções de planetas. O sentido astronômico moderno de "área da esfera celeste em torno de um asterismo específico" data da metade do século XVI.
O uso coloquial não distingue os sentidos de "asterismo" e "área em torno de um asterismo". O sentido moderno do termo usado na astronomia refere-se às constelações como regiões bem delimitadas na esfera celeste, enquanto o termo "asterismo" se refere aos padrões aparentes formados pelas estrelas.
Por exemplo, o asterismo conhecido como Grande Carro corresponde às sete estrelas mais brilhantes da maior constelação da UAI, que é a Ursa Major.

## História
A atual lista de 88 constelações reconhecida pela UAI desde 1922 baseia-se nas 48 relacionadas por Ptolomeu no seu Almagesto, no século II. O catálogo de Ptolomeu é relatado por Eudoxo de Cnido, um astrônomo grego do século IV a.C. que introduziu a antiga astronomia babilônica na cultura helenística. Das 48 constelações listadas por Ptolomeu, trinta têm uma história bem mais antiga, remontando pelo menos ao final da Idade do Bronze. Isto se dá, em particular, para as constelações do zodíaco.

### Antigo Oriente Próximo
Os mais antigos catálogos de estrelas e constelações são da antiga astronomia babilônica, iniciando-se na Idade do Bronze média. Os numerosos nomes sumérios nesses catálogos sugerem que eles se baseiam em antigas, mas não atestadas, tradições sumérias da Idade do Bronze inicial. O zodíaco clássico é produto de uma revisão do antigo sistema babilônico na posterior astronomia neobabilônica (século VI a.C.).
O conhecimento do zodíaco neobabilônico está também refletido na Bíblia Hebraica. E. W. Bullinger interpretou as criaturas que apareciam no Livro de Ezequiel (e, portanto, no Apocalipse) como os sinais do meio dos quatro quartos do zodíaco, com o Leão, o Touro, o Homem representando Aquário e a Águia para Escorpião. O bíblico Livro de Jó, datado dos séculos VI até IV a.C., também cita algumas constelações, incluindo עיש `Ayish, "ataúde", כסיל Kĕciyl, "tolo", e כימה Kiymah, "monte" (Jó 9:9, 38:31-32), representando Arcturus, Orion e Plêiades, pelo KJV, mas `Ayish "ataúde" na realidade corresponde a Ursa Major. O termo Mazzaroth מַזָּרֹות, em Jó 38:32, pode ser a palavra hebraica para as constelações zodiacais.
Os gregos adotaram o sistema babilônico no século IV a.C. Um total de vinte constelações ptolomaicas tem continuidade direta desde o antigo Oriente Próximo. Outras dez têm as mesmas estrelas, mas nomes diferentes.

### Greco-romana
A informação é limitada sobre as constelações gregas nativas, encontrando-se alguma evidência em Hesíodo. A astronomia grega essencialmente adotou o sistema babilônico na era helenística, primeiro introduzido na Grécia por Eudoxo de Cnido no século IV a.C. O trabalho original de Eudoxo se perdeu, mas ele sobrevive como uma versificação por Arato, datada do século III a.C.. Os trabalhos mais completos existentes tratando das origens míticas das constelações são do escritor helenístico nomeado pseudo-Eratóstenes e um antigo escritor romano chamado de pseudo-Higino.
A base da astronomia ocidental ensinada durante a antiguidade tardia e até o início da Idade Moderna é o Almagesto de Ptolomeu, escrito no século II. A astronomia indiana também se baseia na tradição helenística, transmitida pelos impérios indo-gregos.[carece de fontes?]

### Constelações chinesas clássicas
Na astronomia chinesa clássica, o céu setentrional é dividido geometricamente em cinco "recintos" e 28 casas ao longo da eclíptica, agrupados em quatro símbolos de sete asterismos cada. As 28 casas lunares são uma das mais importantes e também das mais antigas estruturas no céu chinês, atestada desde o século V a.C. Um paralelo com os primeiros catálogos babilônicos (sumérios) de estrelas sugere que o antigo sistema chinês não surgiu independentemente daquele do antigo Oriente Próximo. A astronomia chinesa clássica é registrada na dinastia Han e aparece na forma de três escolas, que são atribuídas a astrônomos do período Zhanguo.
As constelações das três escolas foram reunidas num sistema único por Chen Zhuo, um astrônomo do século III (período dos Três Reinos). O trabalho de Chen Zhuo se perdeu, mas a informação sobre o seu sistema de constelações sobrevive nos registros da dinastia Tang, principalmente por Qutan Xida. O mais antigo quadro de estrelas chinês sobrevivente data da dinastia Tang e foi preservado como parte dos manuscritos Dunhuang. A astronomia chinesa nativa floresceu durante a dinastia Sung e durante a dinastia Yuan foi crescentemente influenciada pela astronomia islâmica medieval.

### Início da Idade Moderna
As constelações em torno do Polo Sul não eram observáveis ao norte do equador, por babilônicos, gregos, chineses ou árabes.
As constelações modernas nesta região foram definidas durante a era dos descobrimentos, principalmente pelos navegadores holandeses Pieter Dirkszoon Keyzer e Frederick de Houtman, no fim do século XVI. Elas foram representadas por Johann Bayer no seu atlas estelar Uranometria, de 1603. Vários outros foram criados por Nicolas Louis de Lacaille, em seu catálogo de estrelas publicado em 1756.
Algumas propostas modernas para novas constelações não foram bem-sucedidas; um exemplo é Quadrans Muralis, epônimo da chuva de meteoros Quadrântidas, atualmente dividida entre Boötes e Draco. A constelação clássica de Argo Navis foi dividida em várias constelações diferentes, por conveniência dos cartógrafos estelares.
Até o final da dinastia Ming, Xu Guangqi introduziu 23 asterismos do céu meridional, baseado no conhecimento dos quadros de estrelas ocidentais. A partir daí, esses asterismos foram incorporados aos mapas estelares chineses tradicionais.

## Constelações da UAI
Em 1922, Henry Norris Russell ajudou a UAI a dividir a esfera celestial em 88 constelações oficiais. Onde possível, essas constelações modernas normalmente utilizam os nomes das suas predecessoras greco-romanas, como Orion, Leo ou Scorpius. O objetivo do sistema é o mapeamento de áreas, isto é, a divisão da esfera celestial em campos contíguos. Das 88 constelações, 36 situam-se predominantemente no céu setentrional e as outras 52 predominantemente no meridional.
Em 1930, os limites entre as 88 constelações foram definidos por Eugène Joseph Delporte ao longo de linhas verticais e horizontais de ascensão reta e declinação. Entretanto, os dados que ele usou se referiam à época B1875.0, que foi quando Benjamin Apthorp Gould primeiro fez a proposta de definir limites para a esfera celestial, uma sugestão sobre a qual Delporte basearia seu trabalho. A consequência desta referência antiga é que, devido à precessão dos equinócios, os limites em um mapa estelar moderno, como da época J2000, já estão um tanto distorcidos e não são mais perfeitamente verticais ou horizontais. Este efeito vai aumentar nos próximos anos e séculos.

## Asterismos

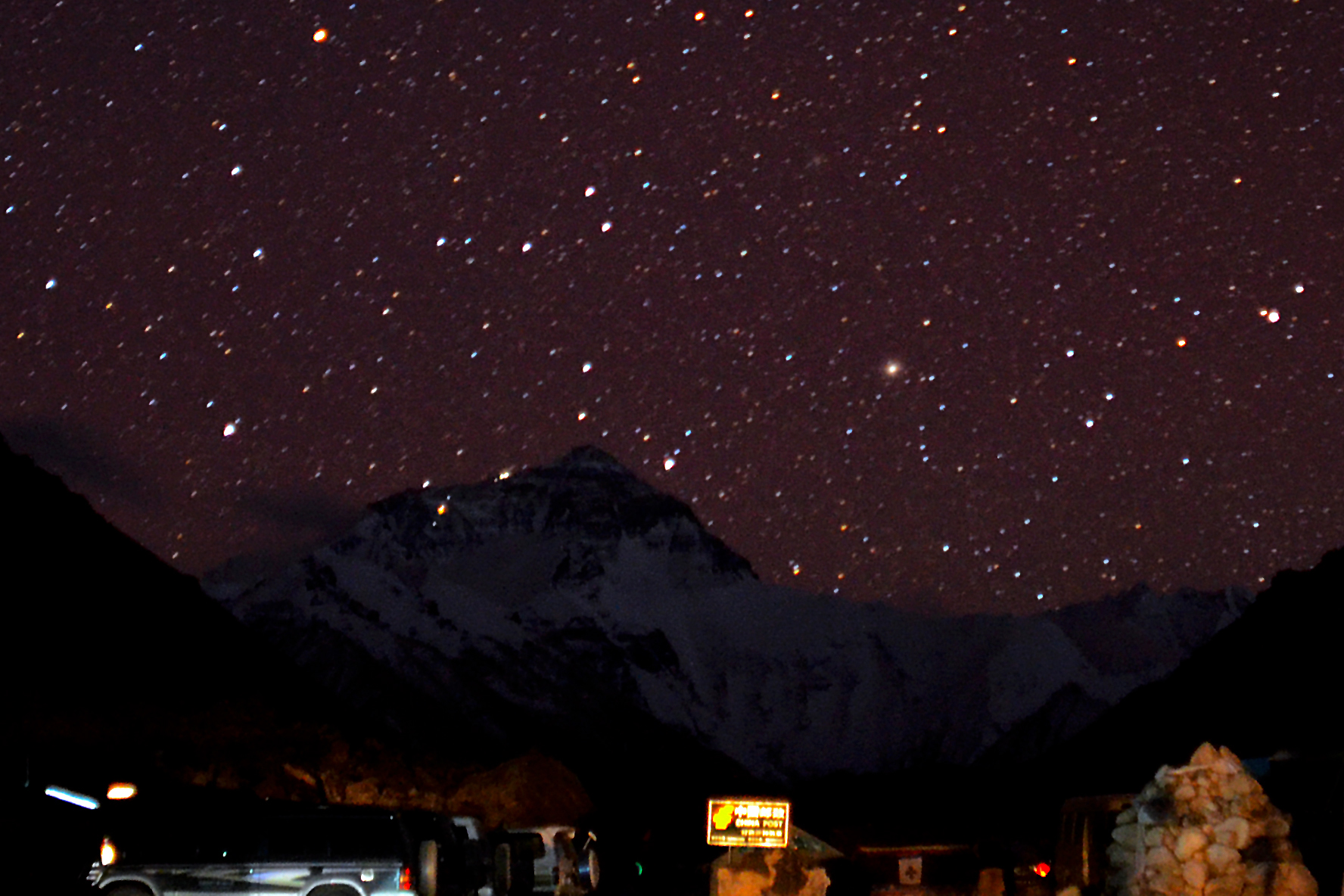
Muito do espaço escuro entre as estrelas, como visto no céu da imagem acima, se deve à baixa sensibilidade à luz do olho humano. Outras imagens, como o "Hubble Deep Field" (não mostrada) detectam muito mais estrelas.

As estrelas dos principais asterismos dentro de uma constelação geralmente recebem letras gregas em ordem do seu brilho, pela chamada designação de Bayer, introduzida por Johann Bayer em 1603. Um total de 1.564 estrelas são identificadas assim, das aproximadamente 10 000 estrelas que são visíveis a olho nu.
As estrelas mais brilhantes, geralmente aquelas que compõem o asterismo epônimo da constelação, também receberam nomes próprios, frequentemente vindos do árabe. Por exemplo, o "Pequeno Carro", asterismo da constelação Ursa Minor, tem dez estrelas com designações de Bayer, que vão de α UMi a π UMi. Dessas dez estrelas, sete têm um nome próprio: Polaris (α UMi), Kochab (β UMi), Pherkad (γ UMi), Yildun (δ UMi), Urodelus (ε UMi), Ahfa al Farkadain (ζ UMi) e Anwar al Farkadain (η UMi).
As estrelas no interior de um asterismo raramente têm alguma relação astrofísica substancial entre si, e sua aparente proximidade quando vistas da Terra esconde o fato de que elas estão afastadas, algumas muito mais distantes da Terra do que outras. Entretanto, há algumas exceções: muitas das estrelas na constelação de Ursa Major (inclusive algumas do Grande Carro) estão realmente próximas umas das outras, viajam pela galáxia com velocidades similares e provavelmente se formaram juntas como parte de um aglomerado que aos poucos se dispersa. Essas estrelas formam o grupo móvel de Ursa Major.

## Constelações de nuvem escura

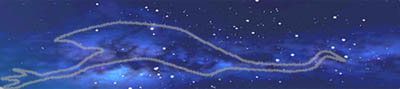
A "Ema no céu", uma constelação definida por nuvens escuras em vez de estrelas. Uma interpretação ocidental reconhece Crux (o Cruzeiro do Sul) acima da cabeça da ema e Scorpius à esquerda. A cabeça da ema é a nebulosa do Saco de Carvão.

Regiões escuras da Via Láctea são mais visíveis e surpreendentes no hemisfério sul que no norte. Elas se destacam nitidamente quando as condições da noite são tão escuras que a região central da Via Láctea lança sombras no chão. Algumas culturas distinguiram formas nessas áreas e deram nomes a essas "constelações de nuvem escura". Membros da civilização inca identificaram várias áreas escuras ou nebulosas escuras na Via Láctea como animais e associaram sua aparição com chuvas sazonais. A astronomia aborígine australiana também descreve constelações de nuvem escura, a mais famosa sendo a "ema no céu", cuja cabeça é formada pela nebulosa do Saco de Carvão.